# Waldemar Ertl
Waldemar Ertl (* 11. November 1930; † 25. April 2005) war ein deutscher Gewichtheber.

## Werdegang
Waldemar Ertl wuchs im niederbayerischen Straubing auf und begann dort mit jungen Jahren mit dem Gewichtheben. In der unmittelbaren Nachkriegszeit waren die Lebensumstände deutscher Sportler sehr schwer, und doch schaffte es Ertl, neben seiner Arbeit seine Leistungen im Gewichtheben zu steigern. 1949 startete er mit 18 Jahren erstmals bei einer deutschen Meisterschaft, musste aber noch Lehrgeld zahlen, denn er belegte nur den 8. Platz im Bantamgewicht. 1953 hatte er die deutsche Spitzenklasse erreicht und wurde erstmals deutscher Meister. Bis 1965 startete er bei allen deutschen Meisterschaften mit viel Erfolg entweder im Bantamgewicht oder im Federgewicht. Bei der Weltmeisterschaft 1955 in München absolvierte er seinen einzigen Start bei einer internationalen Meisterschaft und belegte dort bei der gleichzeitig durchgeführten Europameisterschaft einen hervorragenden 5. Platz. Im Olympiajahr 1956 war er in einer Superform und erzielte mit 297,5 kg einen neuen deutschen Rekord im Bantamgewicht (olymp. Dreikampf). Mit dieser Leistung hätte er auch bei den Olympischen Spielen in Melbourne Chancen auf eine sehr gute Platzierung gehabt. Er wurde im Ränkespiel der Funktionäre, die aus politischen Gründen eine sog. „gesamtdeutsche Mannschaft“ aus Sportlern der Bundesrepublik und der DDR bilden mussten, ein Opfer dieser Politik. Ertl überwand diesen Tiefschlag und stand auch in den darauffolgenden Jahren dem Deutschen Athleten-Bund immer zur Verfügung, wenn dieser ihn benötigte. Bei den Ausscheidungen für die Olympischen Spiele 1960 und 1964 gelang es ihm nicht mehr, sich für die Spiele zu qualifizieren. Georg Miske und Hans Reck aus der DDR waren zu stark für Ertl.
Ertl starb am 25. April 2005.

## Internationale Erfolge
(WM = Weltmeisterschaft, EM = Europameisterschaft, Ba = Bantamgewicht, Fe = Federgewicht)
- 1955, 10. Platz (5. Platz), WM + EM in München, Ba, mit 277,5 kg, Sieger. Wladimir Stogow, UdSSR, 335 (105.0, 100.0, 130.09) kg;

## Länderkämpfe
- 1954, Deutschland – Österreich, Ba, 272,5 kg – Gruber, 265 kg,
- 1954, Deutschland – Schweden, Ba, 257,5 kg – Olofsson, 272,5 kg,
- 1955, Deutschland – Frankreich, Ba, 257,5 kg – Marcombes, 272,5 kg,
- 1956, Deutschland – Frankreich, Fe, 285 kg – Klein, 282,5 kg,
- 1956, Deutschland – Finnland, Fe, 292,5 kg – Luja, 287,5 kg,
- 1957, Deutschland – Frankreich, Fe, 295 kg – Thevenet, 290 kg,
- 1960, Deutschland – Schweiz, Fe, 280 kg – Glaser, 282,5 kg,
- 1963, Deutschland – Frankreich, Ba, 270 kg – Meurat, 240 kg,
- 1964, Deutschland – Schweden, Ba, 277,5 kg – Giliussen, 262,5 kg

## Deutsche Meisterschaften
- 1949, 8. Platz, Ba, mit 215 kg, Sieger: Josef Wagner, Fellbach, 260 kg, vor Mahin, Rosenheim, 255 kg;
- 1953, 1. Platz, Ba, mit 262,5 kg, vor Josef Schuster, München, 260 kg und Willi Dorawa, Hamborn, 252,5 kg;
- 1954, 2. Platz, Ba, mit 267,5 kg, hinter Schuster, 272,5 kg und vor Martin Eberle, Memmingen, 252,5 kg;
- 1955, 1. Platz, Ba, mit 280 kg, vor Eberle, 270 kg und Alois Jablonski, Hannover, 267,5 kg;
- 1956, 1. Platz, Ba, mit 297,5 kg, vor Eberle, 270 kg und Jablonski, 260 kg;
- 1957, 1. Platz, Fe, mit 300 kg, vor Walter Görlitzer, Gelsenkirchen, 280 kg und Stühler, Nürnberg, 280 kg;
- 1958, 1. Platz, Fe, mit 300 kg, vor Alfred Kornprobst, Nürnberg, 285 kg;
- 1959, 1. Platz, Fe, mit 290 kg, vor Theo Cavelius, Hostenbach, 285 kg und Hans-Peter Claussen Lübeck 280 kg;
- 1960, 3. Platz, Fe, mit 295 kg, hinter Eberle, 305 kg und Rudi Seidel, Frankfurt am Main, 295 kg;
- 1961, 1. Platz, Ba, mit 272,5 kg, vor Gerd Holtzmann, Hamburg, 267,5 kg;
- 1962, 1. Platz, Ba, mit 280 kg, vor Klaus Liersch, Mainz, 275 kg und Werner Schlick, Wemmetsweiler, 260 kg;
- 1963, 1. Platz, Ba, mit 275 kg, vor Schlick, 262,5 kg;
- 1964, 1. Platz, Ba, mit 280 kg, vor Holtzmann, 270 kg und Schlick, 260 kg;
- 1965, 4. Platz, Fe, mit 295 kg, hinter Dieter Rauscher, Kassel, 337,5 kg, Eberle, 332,5 kg und Rolf Feser, Freiburg im Breisgau, 302,5 kg